# Je l'aime à mourir (La Quiero a Morir)
"Je l'aime à Mourir" là bài hát của nữ ca sĩ người Colombia Shakira, lấy từ album trực tiếp năm 2011 của cô, Live from Paris. Bài hát là một bản song ngữ tiếng Tây Ban Nha và tiếng Pháp

### Video âm nhạc
1 video âm nhạc chính thức cho bài hát đã được phát hành vào 22 tháng 12 năm 2011 trên YouTube và VEVO, là một đoạn trích cô đang biểu diễn bài hát từ DVD album Live from Paris, video chỉ phát hành tại Pháp và Thụy Sĩ, và vào đầu năm 2012 đã được phát hành toàn cầu.

## Danh sách bài hát và định dạng
| Tải kỹ thuật số trên iTunes | Tải kỹ thuật số trên iTunes           | Tải kỹ thuật số trên iTunes | Tải kỹ thuật số trên iTunes | Tải kỹ thuật số trên iTunes |
| STT                         | Nhan đề                               | Sáng tác                    | Sản xuất                    | Thời lượng                  |
| --------------------------- | ------------------------------------- | --------------------------- | --------------------------- | --------------------------- |
| 1.                          | "Je l'aime à mourir" (Studio Version) | Francis Cabrel              | Shakira                     | 3:41                        |

| Đĩa đơn CD tại Pháp | Đĩa đơn CD tại Pháp                   | Đĩa đơn CD tại Pháp | Đĩa đơn CD tại Pháp | Đĩa đơn CD tại Pháp |
| STT                 | Nhan đề                               | Sáng tác            | Sản xuất            | Thời lượng          |
| ------------------- | ------------------------------------- | ------------------- | ------------------- | ------------------- |
| 1.                  | "Je l'aime à mourir" (Studio Version) | Francis Cabrel      | Shakira             | 3:41                |
| 2.                  | "Je l'aime à mourir" (Live Version)   | Francis Cabrel      | Shakira             | 3:50                |

## Xếp hạng

### Xếp hạng tuần
| Bảng xếp hạng (2011–12)       | Vị trí cao nhất |
| ----------------------------- | --------------- |
| Bỉ (Ultratop 50 Flanders)     | 9               |
| Bỉ (Ultratop 50 Wallonia)     | 1               |
| Canada (Canadian Hot 100)     | 34              |
| Cộng hòa Séc (Rádio Top 100)  | 96              |
| Pháp (SNEP)                   | 1               |
| Slovakia (IFPI)               | 16              |
| Thụy Sĩ (Schweizer Hitparade) | 18              |

### Xếp hạng cuối năm
| Bảng xếp hạng (2011) | Vị trí |
| -------------------- | ------ |
| Pháp                 | 92     |
| Bảng xếp hạng (2012) | Vị trí |
| Bỉ (Flanders)        | 75     |
| Bỉ (Wallonia)        | 9      |
| Pháp                 | 8      |

## Chứng nhận
| Quốc sgia | Nhãn     | Chứng nhận |
| --------- | -------- | ---------- |
| Bỉ        | Ultratop | Vàng       |
| Pháp      | SNEP     | Vàng       |
| Thụy Sĩ   | IFPI     | Vàng       |

## Lịch sử phát hành
| Khu vực  | Ngày                 | Định dạng       | Nhãn                     |
| -------- | -------------------- | --------------- | ------------------------ |
| Toàn cầu | 29 tháng 11 năm 2011 | Tải kỹ thuật số | Sony Music Entertainment |
| Pháp     | 23 tháng 1 năm 2012  | Đĩa đơn CD      | Sony Music Entertainment |